# NGC 770
NGC 770 è una galassia ellittica situata nella costellazione dell'Ariete, a una distanza di circa 106 milioni di anni luce dalla nostra Via Lattea.

## Scoperta
La galassia è stata scoperta il 3 novembre 1855 dall'astronomo irlandese R. J. Mitchell.

## Descrizione
NGC 770 presenta una larga riga a 21 cm dell'idrogeno neutro. La galassia ha inoltre la particolarità che il suo nucleo ruota alla velocità di 21 km/s in senso inverso a quello della galassia che è di 45 km/s. Non è stata appurata la causa di questo fenomeno.

## Gruppo di NGC 772
Le galassie NGC 770, NGC 772, UGC 1519 e UGC 1546 fanno parte del Gruppo di NGC 772. La galassia NGC 772 presenta le maggiori dimensioni in questo gruppo.
Assieme a NGC 772, NGC 770 figura nell'Atlas of Peculiar Galaxies con il codice Arp 78 come esempio di galassia la cui compagna ha una luminosità superficiale elevata. NGC 770 e NGC 772 formano una coppia di galassie interagenti. L'attrazione gravitazione di NGC 770 è responsabile dell'allungamento del braccio di spirale inferiore di NGC 772.